# Torre Colpatria

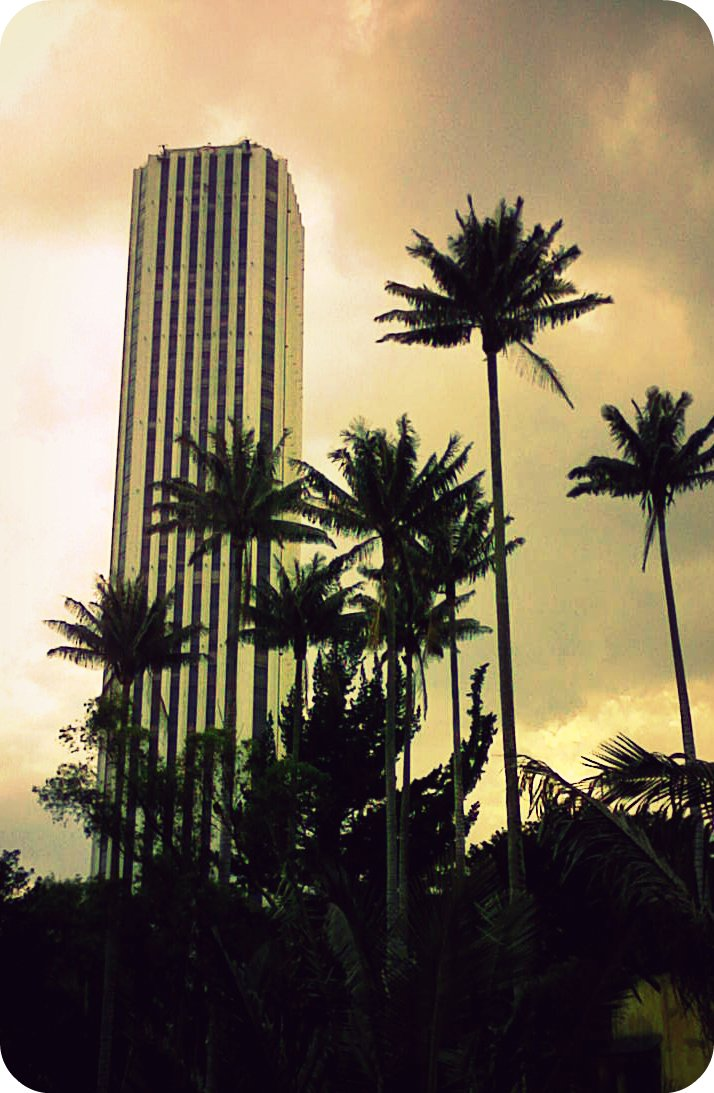
Torre Colpatria no pôr do sol de Bogotá

A Torre Colpatria é um arranha-céu localizado em Bogotá, na área de San Diego, também faz parte do Centro Internacional de Bogotá. Com os seus 50 andares fui o mais alto da Colômbia, o oitavo da América Latina, bem como um dos ícones da cidade. Foi concluída em 1979 e tem uma altura de 196 m. Ela contém os escritórios de várias empresas, entre as quais estão as empresas do Grupo Colpatria, proprietário da torre. No telhado, há um ponto para apreciar o centro e a Savana de Bogotá. Em 1998, 36 luzes de xenon foram instaladas, no fim de 2012 foram substituídas pelas luzes de LED.

## As Características
Ele está localizado no cruzamento da Carrera Setima e uma das avenidas mais importantes de Bogotá a Avenida Eldorado, que liga o centro ao oeste e ao Aeroporto Internacional El Dorado, com o centros financeiros da capital colombiana.
Devido à altura deste edifício é um ícone da Colômbia e da América Latina, que está localizado em uma área com argilas expansivas, a sua construção exigiu o uso de novas técnicas de resistência a terremotos e fazer uma profundidade de escavação de 50 metros, para dar ancoragem para construção de 24 caixões que descansam em uma plataforma. Essa solução exigiu mais de 6.000 m3 de concreto.

## Construção
A torre começou a ser construída em 1973 e a obra terminou em 1978. A torre foi construída com 15 elevadores e possui 50 plantas.